# Джанг Шин
Шинг Джан (Chung Shin) (кор. 정신, 丁新, 1943), південно-корейський дипломат.

## Біографія
Народився 11 вересня 1943 року. У 1966 закінчив Сеульський національний університет, філософський факультет.
З 1970 по 1974 — співробітник МЗС Південної Кореї.
З 1974 по 1980 — 2-й секретар посольства Кореї на Ямайці.
З 1980 по 1981 — 1-й секретар посольства Кореї в Катарі.
З 1981 по 1985 — 1-й секретар посольства Кореї в Данії.
З 1985 по 1986 — очолював відділ торгівлі Інституту закордонних справ та безпеки МЗС Кореї.
З 1986 по 1987 — очолиював відділ Близького Сходу, Бюро у справах Середнього Сходу МЗС Республіки Корея.
З 1987 по 1990 — радник посольства Кореї в Індонезії.
З 1990 по 1993 — радник посольства Кореї в Новій Зеландії.
З 1993 по 1994 — старший координатор планування й менеджменту МЗС Республіки Корея.
З 1994 по 1996 — виконавчий директор 1-го регіонального відділення Корейського агентства з питань міжнародної співпраці.
З 1996 по 1999 — Надзвичайний і Повноважний Посол Республіки Корея в Ефіопії.
З 1999 по 2000 — генеральний директор Бюро у справах закордонних резидентів і консульських справ МЗС Кореї.
З 2000 по 2003 — Надзвичайний і Повноважний Посол Республіки Корея в Києві (Україна).